# Barabáš
Barabáš je mužské biblické křestní jméno aramejského původu. Je odvozené od výrazu bar abbá a vykládá se jako „syn otce“ nebo „syn mistra“.
Podle maďarského kalendáře má svátek 11. června.

## Barabáš v jiných jazycích
- Slovensky: Barabáš
- Maďarsky: Barabás
- Německy, anglicky, francouzsky: Barabbas
- Italsky: Barabba
- Polsky: Barabasz

## Známí nositelé jména
- Barabáš (biblická postava)
- Pavol Barabáš – slovenský režisér
- Stanislav Barabáš – slovenský filmový režisér

## Další významy
- Barabáš (rozcestník)